# Dmítrievi Gorí
Dmítrievi Gorí (en rus: Дмитриевы Горы) és un poble de l'óblast de Vladímir, a Rússia, segons el cens del 2010 tenia 1.268 habitants. Pertany al districte municipal de Mélenki.